# 제22회 모스크바 국제 영화제
제22회 모스크바 국제 영화제는 2000년 7월 19일에 열린 시상식이다.

## 수상 및 후보

### 대상
- 치명적인 성병 같은 삶 - 크지쉬토프 자누쉬 수상

### 여우주연상
- 앵그리 키시즈 - 마리아 시몬 수상

### 남우주연상
- L'Envol - 클레망 시보니 수상

### 감독상
- L'Envol - 스티브 스위사 수상

### FIPRESCI상
- 월식 - 왕취엔안 수상